# 新豊橋

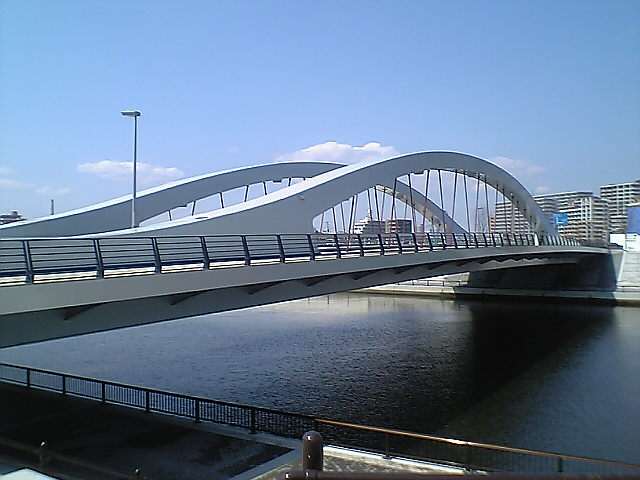
新豊橋

新豊橋（しんとよはし）は、隅田川にかかる橋。北岸は東京都足立区新田（しんでん）、南岸は北区豊島。橋名は両岸の地名にちなむ。
2007年（平成19年）3月24日に開通、同年3月26日15時に供用開始した。

## 橋の概要

### 諸元
- 種別 - 鋼道路橋
- 形式
  - 主桁 - 単純箱桁・アーチ複合橋
  - 床版 - 鋼床版
  - 下部工 - 逆T式橋台・鋼管杭基礎
- 橋長 - 105.0m
- 支間 - 102.7m
- 幅員 - 車道9.0m + 歩道3.75m×2（両側）
- 活荷重 - B活荷重
- 施主 - 独立行政法人都市再生機構
- 意匠設計 - 隅田川渡架橋景観委員会
- 構造設計 - 大日本コンサルタント
- 製作・施工 - 川田工業・石川島播磨重工業・JFEスチール 共同企業体
- 完成年 - 2007年3月

## 路線バス
- 都営バス
  - 王49折返 　王子駅 - ハートアイランド東 - 西新井大師 - 足立区役所(平日日中のみ)
  - 王55　池袋駅東口 - 西巣鴨 - 王子駅 - ハートアイランド東 - 新田一丁目
  - 王55折返　王子駅 - ハートアイランド東循環
  - 深夜11　王子駅 → ハートアイランド東 → 新田二丁目(平日深夜のみ)

## 隣の橋
- 隅田川

（上流） - 新神谷橋 - 新田橋 - 新豊橋 - 豊島橋 - （首都高速中央環状線） - （下流）